# Đôn Di Hoàng quý phi
Đôn Di Hoàng quý phi (chữ Hán: 惇怡皇貴妃; 16 tháng 10, năm 1683 - 14 tháng 3, năm 1768), Qua Nhĩ Giai thị (瓜尔佳氏) , Mãn Châu Tương Bạch Kỳ là một phi tần của Thanh Thánh Tổ Khang Hi Đế.

## Tiểu sử

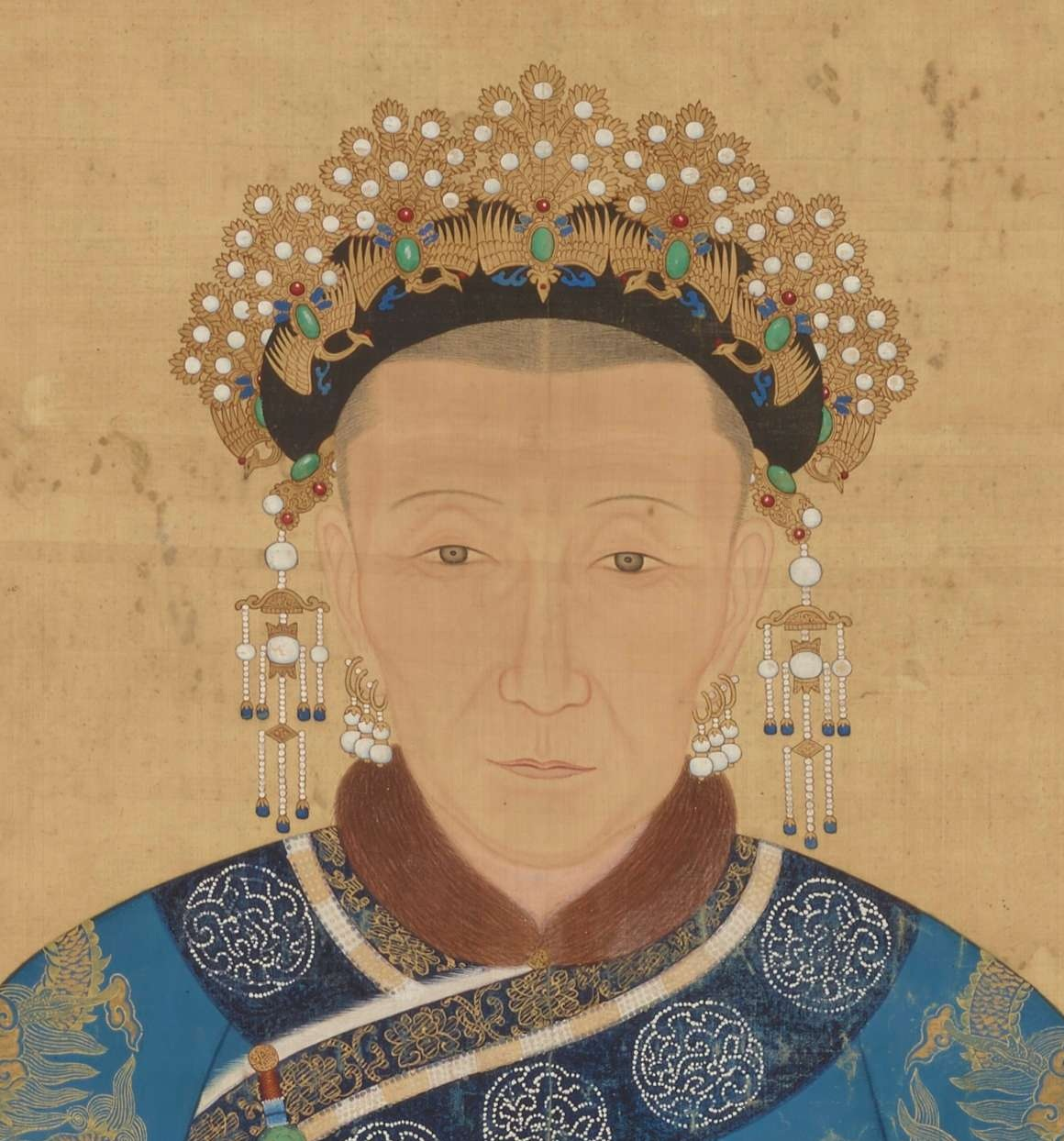
Đôn Di Hoàng quý phi Qua Nhĩ Giai thị

### Nhập cung làm Phi
Đôn Di Hoàng quý phi sinh ngày 16 tháng 10 (âm lịch) năm Khang Hi thứ 22, họ Qua Nhĩ Giai thị thuộc Mãn Châu Tương Bạch Kỳ, cha là Tam phẩm Hiệp lĩnh Dụ Mãn (裕滿). Gia thế cũng như thời gian Qua Nhĩ Giai thị (瓜尔佳氏) nhập cung đều không rõ ràng. Trước thời điểm sách phong Tần, Qua Nhĩ Giai thị chỉ được gọi đơn giản gọi là Thứ phi (庶妃).
Năm Khang Hi thứ 39 (1700), tháng 12, sách phong Hòa tần (和嫔), cùng lúc với Lương tần Vệ thị. Vào lúc đó Qua Nhĩ Giai thị mới 17 tuổi, có lẽ do mang thai (năm sau hạ sinh Công chúa) nên mới gia phong Tần. Xét về điểm này thì so với Vệ thị sinh được Bát a ca Dận Tự mới phong Tần, quả là có khác biệt. Năm thứ 40 (1701), ngày 18 tháng 10 (âm lịch), Hòa tần hạ sinh Hoàng thập bát nữ, không lâu sau thì mất. Từ đó trở đi Qua Nhĩ Giai thị không sinh nở thêm được nữa.
Năm Khang Hi thứ 57 (1718), tháng 4, Khang Hi Đế muốn đại phong hậu cung, dụ Lễ bộ soạn sẵng sắc phong 6 vị tần ngự tuy sinh dục Hoàng tử mà mãi chưa thụ phong, Hòa tần Qua Nhĩ Giai thị tuy nhiên cũng được liệt vào hàng này, sắc phong Hòa phi (和妃). Tháng 12 năm đó, làm lễ tấn phong. Sách văn viết:
| “                                  | 朕惟赞襄内政、每慎简乎六宫。弼佐王风、务先崇夫四教。眷兹懿行。沛以新恩。咨尔和嫔瓜尔嘉氏。素娴仪矩。久职壸闱。历夙夜以宣劳。兼肃雍而著范。幽闲禀德、爰位号之早膺。婉穆为心、用徽章之晋锡。兹以册印、封尔为和妃。尔其淑慎有加、尚祗承夫休命。温恭益懋、期永集夫繁禧。 . Trẫm duy tán tương nội chính, mỗi thận giản hồ lục cung. Bật tá vương phong, vụ tiên sùng phu tứ giáo. Quyến tư ý hành. Phái dĩ tân ân. Tư nhĩ Hòa tần Qua Nhĩ Gia thị. Tố nhàn nghi củ. Cửu chức khổn vi. Lịch túc dạ dĩ tuyên lao. Kiêm túc ung nhi trứ phạm. U nhàn bẩm đức, viên vị hào chi tảo ưng. Uyển mục vi tâm, dụng huy chương chi tấn tích. Tư dĩ sách ấn, phong nhĩ vi Hòa phi. Nhĩ kỳ thục thận hữu gia, thượng chi thừa phu hưu mệnh. Ôn cung ích mậu, kỳ vĩnh tập phu phồn hi. | ” |
| — Sách văn Hòa phi Qua Nhĩ Gia thị | |   |

### Góa phụ
Năm Khang Hi thứ 61 (1722), Khang Hi Đế băng hà, Thanh Thế Tông Ung Chính Đế lên ngôi. Thời điểm này, Hòa phi vừa 40 tuổi. Hòa phi Qua Nhĩ Giai thị là tần phi tiền triều, phụng sự Tiên đế nhiều năm ổn trọng, nên được Ung Chính Đế sách phong Hoàng khảo Quý phi (皇考貴妃). Năm thứ 2 (1724), tháng 6, cùng các phi tần tiền triều nhận lễ sách phong.
Năm Càn Long nguyên niên (1736), tháng 11, Càn Long Đế chiếu dụ gia tôn 4 vị Thái phi của Thánh Tổ Khang Hi Đế, Hoàng tổ Quý phi tôn làm Ôn Huệ Quý phi (溫惠貴妃), hành lễ tại Ninh Thọ cung, vẫn gọi chung các vị là Thái phi như cũ. Năm Càn Long thứ 8 (1743), tháng 7, sau khi Khác Huệ Hoàng quý phi Đông Giai thị qua đời, Càn Long Đế tấn tôn Ôn Huệ Quý Thái phi làm Ôn Huệ Hoàng quý thái phi (溫惠皇貴太妃), tháng 11 hoàn thành lễ tấn tôn. Khi đó Ôn Huệ Thái phi cùng Thọ Kỳ Thái phi cùng cấp, hình thành [Bình cấp song phi; 平级双妃]. Năm Càn Long thứ 17 (1752), thọ thần Ôn Huệ Hoàng quý thái phi được 70 tuổi, rồi Càn Long năm thứ 28 (1762), thọ thần 80 tuổi đều được Càn Long Đế tổ chức chu đáo, Hoàng đế dâng nhiều lễ vật chúc mừng Ôn Huệ Hoàng quý thái phi.
Năm Càn Long thứ 33 (1768), ngày 14 tháng 3 (âm lịch), Ôn Huệ Hoàng quý thái phi qua đời tại Ninh Thọ cung, hưởng thọ 86 tuổi. Kim quan của bà tạm quàn tại Cát An sở, Càn Long Đế đích thân đến tưới rượu. Tháng 5 cùng năm, làm lễ dâng thụy hiệu cho Ôn Huệ Hoàng quý thái phi, là Đôn Di Hoàng quý phi (惇怡皇貴妃). Sang ngày 22 tháng 10 cùng năm, tiến hành an táng vào Hoàng quý phi viên tẩm trong Cảnh lăng, xưng [Cảnh lăng Song phi viên tẩm; 景陵雙妃園寢]. Trong các tần phi của Khang Hi Đế, bà là người mất cuối cùng, nhưng người thọ nhất là Định phi Vạn Lưu Ha thị, thọ 97 tuổi.